# Китаками (лек крайцер, 1920)
Китаками (на японски: 北上) e лек крайцер на Императорските ВМС на Япония типа „Кума“. През 1941 г. е преустроен на „торпеден крайцер“ с десет 610-мм четиритръбни торпедни апарата и има най-силното торпедно въоръжение от всички кораби в света до август 1942 г., заедно с втория японски „торпеден крайцер“ „Ои“. Участва във Втората световна война.

## История
„Торпедният крайцер“ „Китаками“, изначално крайцер от типа „Кума“, е развитие на леките крайцери от типа „Тенрю“, които трябва да се строят според голямата корабостроителна програма „8 на 4“ от 1917 г. Планирани са за построяване шест 3500-тонни „лидера“ като се вземе за основа проектът на крайцера „Тацута“ (с увеличаване на броя на 140-мм оръдия от четири на пет) и три 7200-тонни крайцера-разузнавача от клас „А“ (впоследствие превърнати в тежки крайцери тип „Аоба“). Но през 1918 г., след новините за започването на строителството в САЩ на 8000-тонни леките крайцери от типа „Омаха“ се отказват от лидерите, а вместо тях е разработен усреднен проект за крайцер-разузнавач с водоизместимост от 5500 т, способен да изпълнява задълженията на лидер на ескадрени миноносци, да води разузнаване и да противостои на американските „Омахи“.
Първите крайцери-разузнавачи от клас „B“ стават петте леки крайцера от типа „Кума“. Те са заложени в периода 1918 – 1919 г. според бюджетите за 1917 – 1918 и 1918 – 1919 финансови години. Проектът е разработен от капитан 1-ви ранг Хирага на основата на крайцера „Тацута“, но се развива повече, отколкото се предполага отначало. Броят на 140-мм оръдия е увеличен от четири до седем, далечината на плаване – от 6000 до 9000 мили, а мощността на турбините – от 51 000 до 90 000 к.с. Японските моряци се отказват от издигнато разположение на артилерията, поставяйки всичките щитови 140-мм установки на едно ниво на палубата на полубака. поради това по носа и по кърмата могат да стрелят само по три оръдия, а по всеки борд – по шест. Но на американските „Омахи“ оръдията също са разположени не по-добре: от двенадесет оръдия по носа и по кърмата могат да стрелят шест, а по борда – осем.
В основата на проекта за 5500-тонния крайцер залягат чертежите на „Tенрю“. Ръстът във водоизместимостта отива за увеличаване на мощността от 51 000 до 90 000 к.с., поради което скоростта се увеличава до 36 възела. Такава мощност значи преминаване от три вала на четири. броят на котлите е увеличен до двенадесет, както и при „Тенрю“, два със смесено отопление от нефт и въглища.
Основната артилерия се допълва от 2 76-мм зенитни оръдия и четири сдвоени 533-мм торпедни апарата, намиращи се побордно. Освен това, крайцерите могат да приемат и мини .
От осемте планирани за построяване според програмата „8 – 4“ крайцера според първоначалния проект се строят пет (типа „Кума“), още три по усъвършенствания тип „Нагара“ .
Отначало крайцерите от типа „Кума“ са с 533-мм торпедни апарати, но когато се появяват торпедата с калибър 610 мм, на крайцерите са поставени 610-мм торпедни апарати тип 8. В периода на 1930-те години на крайцерите е поставен авиационни стартови катапулти (свалени през войната) и е усилено зенитното въоръжение. Дължината на крайцерите от типа „Кума“ е 162 м, ширината по мидъла е 14 м, газенето – 4,8 м. Стандартна водоизместимост – 5603 т, пълна – 7094 т. На корабите от типа „Кума“ има по 12 котела „Канпон“ със смесено въглищно-нефтено отопление и по 4 парни турбини, работещи на четири гребни винта. Сумарната мощност на тубините 90 000 к.с. Скорост 36 възела. Разчетната далечина на плаване на 14-възлов ход е 5000 мили. Екипаж 450 души.
В периода 1935 – 1938 г. на всички крайцери от типа „Кума“ котлите са преведени да работят само с нефт и за подобряване на устойчивостта е намалено „горното“ тегло, освен това, в корпуса е поставен 103 – 200 тона твърд баласт (и 202 – 289 тона течен баласт, който се приема в пространството на двойното дъно). Пълната водоизместимост на корабите се доближава до 8000 тона, а скоростта пада до 32 възела .
Най-голямата доработка на крайцерите от типа „Кума“ в предвоените години е преустройството на крайцерите „Китаками“ и „Ои“ в „торпедни крайцери“. През 1936 г. Генералният щаб на флота на Япония разработва план, според който да се неутрализира численото превъзходство на американския флот е въможно чрез нощна атака с широко използване на най-новите далекобойни и мощни торпеда от типа 93, а през деня в сражение с отслабения американски флот да влязат вече големите артилерийски кораби. Първият торпеден удар, според този план, трябва да се нанесе от тежките крайцери от клас „А“, които могат да разбият линията на американския флот. През тези отвори в атака срещу големите кораби на американците трябва да излязат легите крайцери и разрушителите. Според този план два от леките крайцери се предлага да се въоръжат с по минимум десет четиритръбни торпедни апарата. Двата крайцера, след като пуснат 40 торпеда, могат на нанесат, според мнението на офицерите от Генералния щаб на флота на Япония, големи поражения сред бойния ред на флота на САЩ. Тактиката на нощния бой не се оправдава по една причина – американците избягват да се сражават в тъмнината до времето на появата върху корабите на РЛС. РЛС превръщат плановете за масирани торпедни удари нощем в неосъществими. „Торпедните крайцери“ стават безполезни за японците. По време на Втората световна война на всички крайцери от типа „Кума“ е усилено и стандартизирано зенитното въоръжение, на тях също така са поставени РЛС № 21.
През 1941 г. „Kитаками“ и „Oи“ са преустроени („Китаками“ – в Сасебо, „Ои“ – в Майдзуру) и превърнати в „торпедни крайцери“. Преоборудването е планирано със замяна на въоръжението на 4×2 127-мм артилерийски установки, 4×2 25-мм зенитни автоматични установки и 11 (по пет на всеки борд и един на диаметралната плоскост) четиритръбни 610-мм торпедни апарата за стрелба с известните „дълги копия“ – кислородните торпеда от тип 93 .
Първоначално се предполага превръщането в „торпедни крайцери“ на три кораба – „Kитаками“, „Oи“ и „Kисо“. Недостатъка на 127-мм сдвоени артустановки и 610-мм апаратов е причината за отказа от преоборудване на „Kисо“, а на двата останали крайцера обемът на работите е съкратен – оставена е носовата четворка 140-мм оръдия, а броят на поставените апарати е съкратен от 11 на 10 (отказват се от апарата на диаметралната плоскост).
За побордното разполагане на тежките торпедни апарати, на дължина примерно 60 м (от полубака до кърмовата преграда на машинното отделение) палубата е разширена със спонсони до 17,5 м ширина. Въоръжението е допълнено с две сдвоени 25-мм зенитни установки .
Торпедните крайцери „Ои“ и „Китаками“, от началото на Втората световна, действат в 9-та ескадра японския императорски флот в Индийския океан, защитаваща японските линкори. След участие в десанта на Филипините двата е решено да се преоборудват в скоростн войскови транспорти за използване при Нова Гвинея и Сингапур. В периода август – септември 1942 г. те са преоборудвани – увеличен е броят на 25-мм установки (стават 2×3 и 2×2), на кърмата е поставен бомбомет и 18 дълбочинни бомби. На двата броят на 25-мм автомати е увеличен до 18 (на „Kитаками“) и 28 (на „Oи“, впоследствие – до 36). Освен това, на „Kитаками“ броят на торпедните апарати е намален до два (2×4), освободеното място е използовано за разполагане на шест десантни катера от типа „Дайхацу“.
„Китаками“, по време на преход заедно с лекия крайцер „Кину“, при единия от транспортните походи на 27 януари 1944 г. е тежко повреден от торпедо на английската подводница HMS Templar.
Крайцерът „Кину“ отбуксира „Китаками“ в Сингапур, където корабът преминава аварийно-възстановителен ремонт. Нататък „Китаками“ съпровожда транспортните конвои за Манила, а след това отплава за Сасебо за преоборудване в кораб—база за человеко-торпедата Кайтен. Крайцерът остава във Вътрешното море, където се води подготовката на пилотите на човеко-торпедата, докато, поради липса на нефт, не е преведен във военно-морската база Куре – операцията с човеко-торпедата във водите на Окинава така и не се състои. От близки разриви на бомби на крайцера са извадени от строй машините, но корабът остава на вода до края на войната. Крайцерът „Китаками“ е изключен от списъците на флота на 30 ноември 1945 г.
В периода август 1944 – януари 1945 г., при ремонта на повредите от попадението на торпедото „Kитаками“ е преоборудван в кораб-носител на човеко-торпедата Кайтрн. Осем от тези торпеда са разположени на спонсоните и са спускани на вода по кърмов слип. На кораба са качвани чрез 20-тонен мачтов кран. Оставащите 610-мм торпедни апарати и 140-мм оръдия са снети. Вместо 140-милиметровките са поставени 2x2 127-мм универсални артилерийски установки. Броят на 25-мм автомати нараства до 67 ствола (12×3 и 21×1). При преустройството от повреденото машинно отделение са демонтирани две от четирите турбини, тези които работят на вътрешните валове, след това мощността намалява до 35 000 к.с., а скоростта – до 23,8 възела. Стандартната водоизместимост намалява до 5640 тона.
„Kитаками“, на 24 юли 1945 г., е тежко повреден в Куре от американски палубни самолети. На 28 юли 1945 г. получава нови повреди при повторно нападение. Той не е ремонтиран и в периода 1946 – 1947 г. е предаден за
скрап.

## Характеристики
Водоизместимост: до 1941 г. – 5019 т стандартна и 5832 т пълна; от 1941 г. – 5780 т стандартна, 7800 т пълна; от януари 1945 г. стандартната намалява до 5640 т;
Дължина: 162,1 м (максимална), 158,5 м (по водолинията), 152,4 м (между перпендикулярите);
Ширина: 14,25 м до 1941 г.; 17,5 м максимална след 1941 г.;
Газене: 4,8 м до 1941 г.; 5,4 – 5,6 м след 1941 г.;
Енергетична установка: 4 турбини „Гихон“, 12 котли „Кампон“, 4 вала; от 1.1945 от повреденото машинно отделение са демонтирани две от четирите турбини, въртящи вътрешните валове;
Мощност: 70 000 к.с.; от януари 1945 г. – 35 000 к.с.;
Скорост на хода – 36 възела (32 – фактическа към 1941 г.); от 1.1945 – 23,8 възела;
Запас гориво: 350 т въглища + 700 т (максимално 1150 т) нефт (1600 т);
Далечина на плаване: 9000 мили при скорост 10 възела, 6000 мили на 14 възела (5000 мили на 15 възела);
Бронева защита: бронирана палуба – 32 мм, брониран пояс – 64 мм, бойна рубка – 51 мм;
Артилерийско въоръжение: 7 140-мм оръдия, 2 76-мм зенитни оръдия, 2 13,2-мм зенитни картечници; от 1941 4 140-мм, 2×2 25-мм; от 8.1942 – 2×2 127-мм универсални установки, 2×3 25-мм (впоследствие 18 25-мм); от 1.1945 67 25-мм ствола (12×3 и 21×1);
Торпедно въоръжение: 4×2 533-мм ТА, до 80 мини; от 1941 г. – 10×4 610-мм ТА; от 8.1942 – 2×4 610-мм ТА; от януари 1945 – 8 човеко-торпеда Кайтен;
Авиационно въоръжение: 1 самолет, 1 стартов катапулт до 1941 г.;
Екипаж: 439 офицера и матроса

### на руски език
- А. Дашьян. Корабли Второй мировой войны. ВМС Японии. Часть 1. Крейсера. Легкие крейсера типа „Kuma“
- Михайлов А. А. Лёгкие крейсера Японии. 1917 – 1945 гг.   Санкт-Петербург, 2005, 120 с.. Историко-культурный центр АНО „ИСТФЛОТ“ Самара. Издатель Р. Р. Муниров. (Боевые корабли мира). ISBN 5-98830-013-1
- С. В. Иванов. Легкие крейсера Японии (Война на море-25)

### на английски език
- Eric Lacroix, Linton Wells II. Japanese cruisers of the Pacific war.   Annapolis, MD, Naval Institute Press, 1997, 882 с. ISBN 1-86176-058-2.